# Тікудзенні

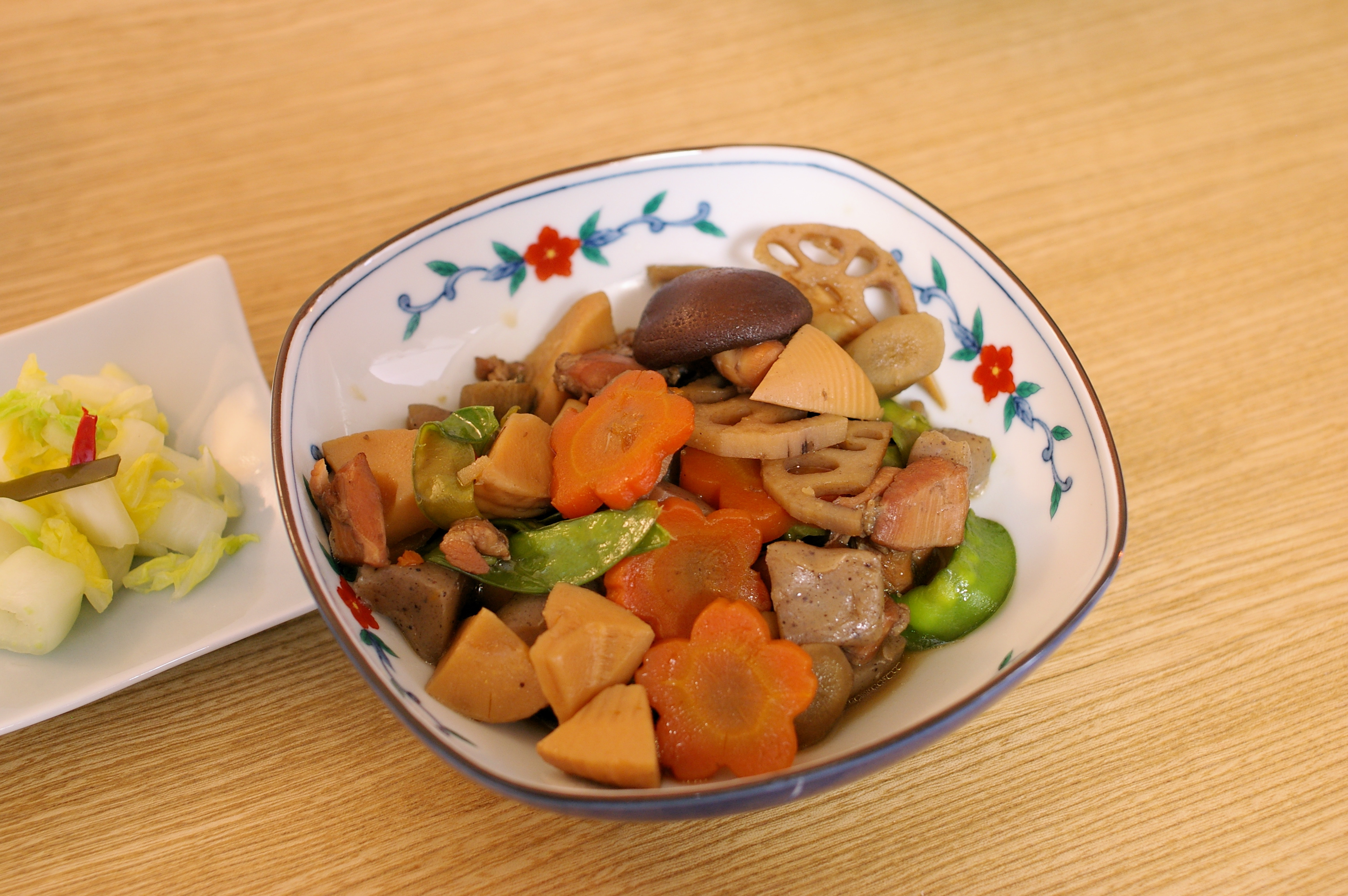
Чікудзенні

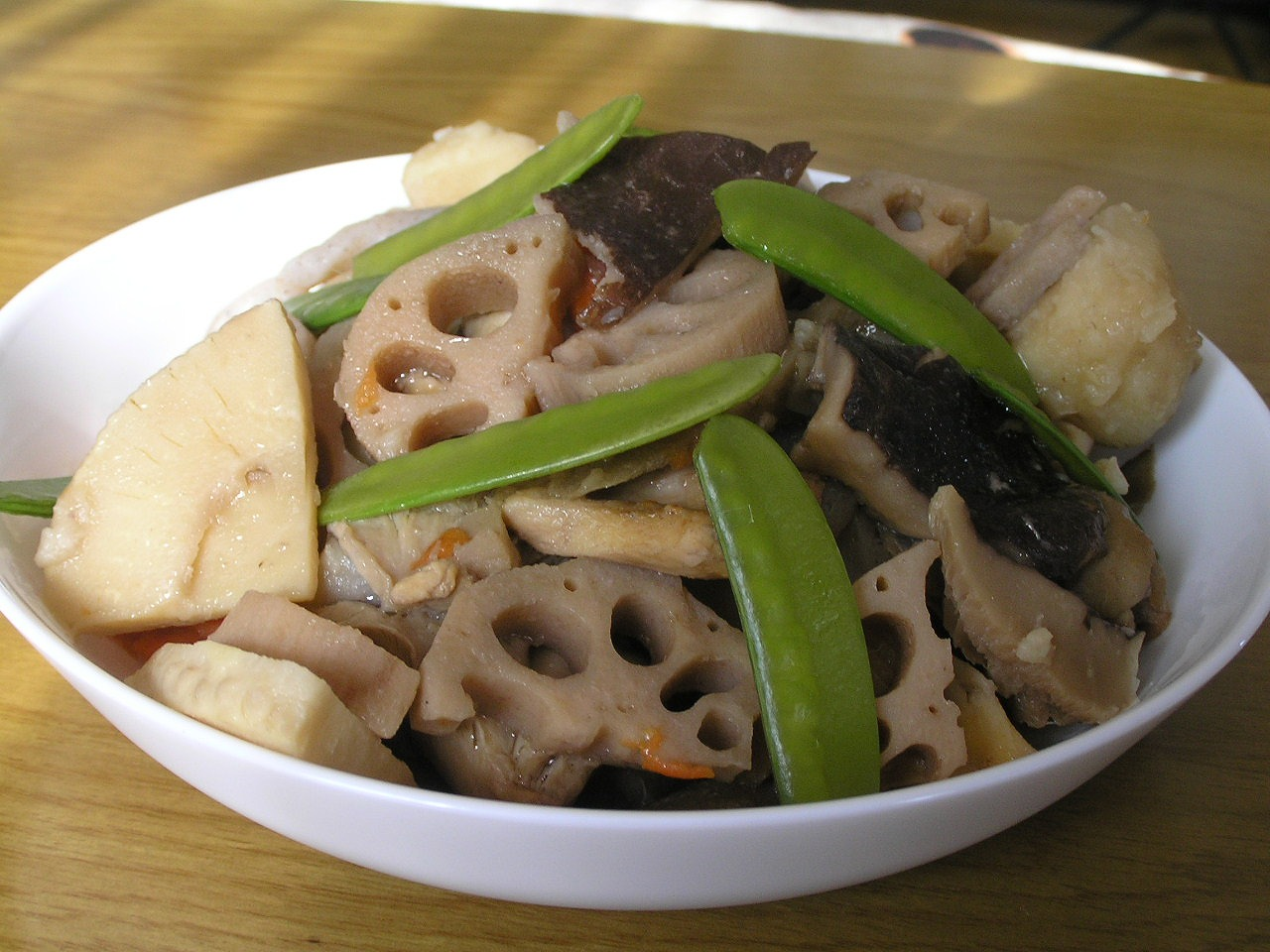
Чікудзенні

Чікудзенні або Тікудзенні (яп. 筑前煮, ちくぜんに, Гепберн: Chikuzenni) — типова місцева страва префектури Фукуока.  Її також називають ґамені (яп. がめ煮) або чікудзендакі (яп. 筑前炊き).

## Опис
Чікудзенні був названий на честь історичної провінції Чікудзен (нині префектура Фукуока). Спочатку страва називалася ґамені (がめ煮), що, можливо, походить від діалектного дієслова «ґамекурікому», що означає «збирати». Альтернативна теорія стверджує, що японські солдати, дислоковані в Кореї під час японського вторгнення в Корею, використовували м'ясо черепах названих добуґаме (どぶがめ) замість курки, а страву називали ґамені (がめ煮), як скорочення від «добуґаме».
Існує також теорія, згідно з якою назва «ґамені» походить від слова «камені» (яп. 亀煮,, 亀 (каме) — черепаха, 煮 (ні) — зварене), тому що черепахи, яких було багато в затоці Хаката, використовувалися як інгредієнт.
Зараз прийнято використовувати курку замість м'яса м'якотілих черепах. Це поширена новорічна та святкова страва  Згідно з дослідженням бюджету домогосподарств Міністерства внутрішніх справ і комунікацій у 2006 році, місто Фукуока посідає перше місце в Японії за споживанням лопуха, вважається що це завдяки його використання у чікудзенні.
Чікудзенні іноді надається як пайок Сухопутним силам самооборони Японії.

## Приготування
Спочатку всі інгредієнти треба обсмажити. Змішайте бульйон, гриби шіїтаке, саке, соєвий соус, мірін і цукор та доведіть до кипіння в каструлі. Додайте курячі кістки та м'ясо, нарізане шматочками, і доведіть до кипіння. Далі додайте сушені гриби шіїтаке, корінь лотосу, корінь лопуха позбавлений гіркоти, моркву, редьку дайкон і варені пагони бамбука, нарізані невеликими шматочками. Викладайте на дно посудини починаючи з найтвердіших овочів. Тушкуйте, доки овочі не стануть м'якими, вилийте рідину, та подавайте. У рецепті використовують різні овочі в залежності від пори року. Іноді до страви додають імбир чи горох.
У минулому замість курки іноді додавали нарізаний кубиками тунець або м'ясо кролика та м'ясо кита з шкірою. Крім того, смажений тофу може використовуватися замість курки в буддійській вегетаріанській кухні